# 1,6-二碘己烷
1,6-二碘己烷是一种碘代烷，化学式 C6H12I2。

## 制备
1,6-二碘己烷可以由1,6-己二醇、红磷和碘反应而成。它也可以由碘化钠和1,6-二溴己烷的芬克尔斯坦反应产生。
{\displaystyle \mathrm {Br{-}(CH_{2})_{6}{-}Br\ +\ 2\ NaI\ \longrightarrow \ } } {\displaystyle \mathrm {I{-}(CH_{2})_{6}{-}I\ +\ 2\ NaBr} }

## 用处
碘是极佳的离去基团，因此1,6-二碘己烷和亲核试剂的反应可以形成各种1,6-己烷衍生物。1,6-二碘己烷和1,6-二溴己烷和硫化钾反应都可产生噻环庚烷。
{\displaystyle \mathrm {I{-}(CH_{2})_{6}{-}I\ +\ K_{2}S\ \longrightarrow \ C_{6}H_{12}S\ +\ 2\ KI} }